# Cerco de Kolberg (Guerra dos Sete Anos)
Durante a Guerra dos Sete Anos, a cidade prussiana de Kolberg, em Brandemburgo-Pomerânia Prussiana (atual Kołobrzeg) foi sitiada pelas forças russas três vezes. Os dois primeiros cercos, no final de 1758 e de 26 de agosto a 18 de setembro de 1760, não tiveram sucesso. Um cerco final e bem-sucedido ocorreu de agosto a dezembro de 1761. Nos cercos de 1760 e 1761, as forças russas foram apoiadas por auxiliares suecos.
Como consequência da queda da cidade, a Prússia perdeu seu último grande porto na costa do Báltico, enquanto ao mesmo tempo as forças russas foram capazes de tomar quartéis de inverno na Pomerânia. No entanto, quando a imperatriz Isabel da Rússia morreu apenas semanas após a vitória russa, seu sucessor, Pedro III da Rússia, fez a paz e devolveu Kolberg à Prússia.

## Primeiro cerco (1758)
Um primeiro cerco em 1758 foi repelido pelos defensores prussianos.  O conde russo William Fermor recebeu ordens para expulsar as forças prussianas comandadas pelo conde Dohna da Pomerânia, tomar Kolberg e estabelecer quartéis de inverno em Brandemburgo-Pomerânia Prussiana. Fermor relutantemente perseguiu seus objetivos, uma vez que considerava a realização plena quase impossível.
Fermor enviou 4 000 soldados e 20 peças de artilharia, comandadas pelo tenente-general Johann Palmenbach para sitiar Kolberg, defendidas por 700 soldados regulares e uma legião, comandada por Heinrich Sigismund von der Heyde, que acabara de atualizar as obras de defesa e estocar suprimentos.
O cerco foi feito em 4 de outubro. Embora os reforços russos tenham elevado a força de Palmenbach para 5 000 no mês seguinte, fortes chuvas e tempestades tornaram impossível a construção bem-sucedida de obras de cerco. Além disso, 27 navios de guerra russos chegaram para ajudar o cerco à beira-mar, mas ao longo de outubro, tempestades destruíram 21, e nenhum chegou perto o suficiente para participar. O cerco foi levantado em 1 de novembro após vários ataques malsucedidos.

## Segundo cerco (1760)
As forças russas tinham o objetivo de estabelecer seus quartéis de inverno de 1760/61 perto do baixo Oder, para o qual era necessário garantir a fortaleza de Kolberg. Em julho, uma expedição russa comandada por Gottlob Heinrich Tottleben avançou para Brandemburgo-Pomerânia Prussiana, mas, ao chegar ao vale de Rega, recebeu ordens para se dirigir aos campos de batalha da Silésia.
Em 27 de agosto, Kolberg foi bombardeada do mar por toda a frota russa do Báltico: 21 navios de linha, três fragatas e três navios-bomba, todos eles haviam chegado no dia anterior. Em 29 de agosto, eles foram acompanhados por seis navios de linha e três fragatas de seus aliados suecos. Cerca de 8 000 soldados foram mobilizados e começaram a construir obras de cerco em 6 de setembro, cobertos por unidades de cavalaria. A defesa prussiana era comandada pelo coronel Heinrich Sigismund von der Heyde.
Enquanto o cerco era lento, Frederico II da Prússia ordenou uma força de 3 800 homens comandada pelo major-general Paul von Werner para se desvencilhar das batalhas na Silésia e, em vez disso, aliviar Kolberg, que era cerca de 340 quilômetros (210 milhas) ao norte. Depois de uma viagem de 13 dias, a força de Werner chegou às linhas russas em 18 de setembro e atacou imediatamente. Uma escaramuça bem-sucedida fez os sitiantes acreditarem que estavam lidando com uma força de até 20 000 e os levou a se retirarem a bordo de suas embarcações. Os navios suecos e russos partiram em 20 e 23 de setembro, respectivamente.  As baixas russas totalizaram 600 soldados.
Após a batalha, Frederico promoveu Werner e Heyde a tenente-general.

## Terceiro cerco (1761)
Tottleben, que havia comandado as campanhas da primavera russa na Pomerânia no ano anterior, cometeu traição e revelou a Frederico os planos russos de sitiar Kolberg novamente em 1761. Uma vez que Frederico estava ciente disso, ele ordenou o envio de proviões para a fortaleza e retirou o príncipe Frederico Eugênio de Württemberg da frente sueca em Meclemburgo.
Württemberg chegou a Kolberg em 4 de julho e comandou uma força de defesa reforçada de 12 000 soldados. O comandante russo Pyotr Alexandrovich Rumyantsev-Zadunaisky, comandando uma força mais fraca, tomou o quartel nas proximidades de Köslin (agora Koszalin) em 23 de junho, aguardando reforços.  O esquadrão de Polyansky realizou o bloqueio do mar. Incluía 24 navios, 1 300 canhões e 7 000 fuzileiros navais. Havia também aliado com a Rússia um destacamento sueco de 9 navios e 438 canhões.  O plano de Württemberg era de atacar Rumyantsev, enquanto as probabilidades favorecessem a Prússia, foi cancelado por Frederico por ser demasiado arriscado. Depois que 3 000 soldados russos reforçaram Rumyantsev em meados de agosto, ele cercou Kolberg em 22 de agosto.
Vinte e três navios de guerra russos ajudaram Rumyantsev; mais tarde, juntaram-se mais oito navios de guerra suecos. A cidade foi continuamente bombardeada de 25 de agosto a 25 de setembro. Em 18 de setembro, Rumyantsev invadiu a defesa de Württemberg fora da cidade, sofrendo 3 000 baixas com pouco terreno ganho.Nessa altura, mudou a sua estratégia, deixando de preparar tempestades e passando a cortar o abastecimento de Kolberg.
Em 30 de setembro, Kolberg foi reforçada por vários milhares de tropas prussianas comandadas por Dubislav Friedrich von Platen. Com os reforços, a fortaleza foi defendida por quase 20 000 prussianos. Rumyantsev, que perdeu apoio naval em 9 de outubro, quando os navios de guerra russos voltaram para casa por causa do mau tempo, foi reforçado por parte do exército de Alexander Borisovich Buturlin no mesmo mês. Sua cavalaria, comandada por Gustav Berg, cortou as linhas de comunicação prussianas, combateu as excursões dos 2 700 cavalos de Württemberg e capturou pelo menos quatro de suas unidades.
Como os prussianos estavam ficando sem suprimentos, a força de Platen foi enviada para Berlim em finais de outubro. Em novembro, Württemberg abandonou Kolberg, rompeu as linhas russas para se reunir com Platen e, em seguida, tentou derrotar Rumyantsev pela retaguarda. Quando Platen e Württemberg não tiveram sucesso, Platen partiu como ordenado e Württemberg tentou várias vezes forçar a entrada na fortaleza. Em 12 de dezembro, as forças russas interromperam sua última tentativa em Spie, a sudoeste de Kolberg, infligindo 1 000 baixas à sua força. Os 8 000 soldados restantes de Württemberg recuaram para Stettin.
Em 16 de dezembro, Kolberg capitulou a Rumyantsev, permitindo que suas forças tomassem o quartel de inverno em Brandemburgo-Pomerânia Prussiana.  Outra conquista russa foi que o cerco de Rumyantsev manteve as forças de Platen sob controle, a quem Frederico esperava ajudá-lo na Silésia assim que Kolberg fosse aliviado. Quando Platen escapou do bolso, os reveses que Frederico sofreu na Silésia já eram irreversíveis, então Platen foi ordenado a Berlim em vez de apoiar seu aliado saxão.
O cerco de Kolberg de 1761 foi um marco importante no desenvolvimento da arte militar russa. Aqui Rumyantsev foi pioneiro em uma nova tática - a ação de tropas em colunas de batalhão (regimental), combinada com uma formação dispersa de Jägers.